# Rolf Schönlau
Rolf Schönlau (* 18. Dezember 1950 in Paderborn) ist ein deutscher Schriftsteller.

## Leben
Rolf Schönlau wuchs in Schlangen im Kreis Lippe auf. Nach dem Abitur absolvierte er eine Ausbildung zum Apothekerassistenten. Anschließend studierte er Literaturwissenschaft und Psychologie in Berlin und München. Dieses Studium schloss er mit dem Magistergrad ab. Es folgten längere Aufenthalte im Nahen Osten und in London. Danach war Schönlau Mitglied eines Übersetzerkollektivs für literarische Übersetzungen aus dem Englischen und Dozent für Deutsch als Fremdsprache.
1993 kehrte er in seine Heimatstadt Schlangen zurück, wo er seitdem als freier Schriftsteller lebt. Weiter war Schönlau Pressesprecher des Weserrenaissance-Museums in Lemgo.
2004 nahm er am Ingeborg-Bachmann-Wettbewerb in Klagenfurt teil.
Rolf Schönlau erhielt 2000 den Literaturpreis der Stadt Georgsmarienhütte.

## Werke
- Heißes Eisen, Buxtehude 1990
- Die Euro-Kids, Köln 1998 (zusammen mit Gabriele Knör)
- Weser & Renaissance, Holzminden 2007 (zusammen mit Michael Bischoff)
- Nölting oder Die Erfindungsfolter / Novelle vom Ende der Erfindungen, Frankfurt am Main 2008 (Die Wissenschafts-Romane)
- Das Hibernat, Hörspiel, WDR, 2013[1]
- Gebaut in OWL: Ein architekturgeschichtlicher Streifzug durch Ostwestfalen-Lippe, Paderborn 2014 (zusammen mit Katja Schoene und Michael Bischoff)
- Weltvermesser. Das Goldene Zeitalter der Kartographie, Dresden 2015 (zusammen mit Michael Bischoff und Vera Lüpkes)
- Der kleine Weltvermesser, Dresden 2015 (zusammen mit Michael Bischoff und Vera Lüpkes)
- Mondreisen. Von Lukian bis Wikitravel, Holzminden 2015
- Daniel Defoe: Der Consolidator: Oder: Erinnerungen an allerlei Vorgänge aus der Welt des Mondes, Übersetzung und Nachwort, Die Andere Bibliothek: Berlin 2018
- Charles Gildon: Gegen Defoe. Robinson Crusoe und Freitag stellen ihren Autor zur Rede, Übersetzung und Nachwort, Friedenauer Presse: Berlin 2019
- Geoästhetik – Online-Katalog der imaginären Ausstellung, 2020
- Gilbert White: Die Erkundung von Selborne, Übersetzung, Die Andere Bibliothek: Berlin 2021
- Otto Dresel: Oscar Welden, Herausgeberschaft und Nachwort, Aisthesis Verlag: Bielefeld 2021
- Ich Grabbe – Das Werk am Stück, Hörstück, mit Stephan Clemens u. a., Berliner Hörspiele, Audible, Berlin 2023 (49:15 Min.)
- Paradies verloren. Erzählt, übersetzt und kommentiert von Rolf Schönlau, Friedenauer Presse: Berlin 2024
- Der Moon Hoax 1835, Übersetzung und Nachwort, Wehrhahn Verlag: Hannover 2024
- Lesebuch, Nylands Kleine Westfälische Bibliothek 136, Aisthesis Verlag: Hannover 2025